# Цвіркач сіробокий
Цвірка́ч сіробокий (Camaroptera brevicaudata) — вид горобцеподібних птахів родини тамікових (Cisticolidae). Мешкає в Африці на південь від Сахари. Виділяють низку підвидів.

## Опис
Довжина птаха становить 11,5 см. Виду не притаманний статевий диморфізм. Голова і верхня частина тіла сірі, крила зеленувато-оливкові, нижня частина тіла сірувата. У молодих птахів груди жовтуваті.

## Таксономія
Молекулярно-філогенетичні дослідження показали, що зелені і сіробокі цвіркачі тісно пов'язані між собою. Деякі дослідники вважають їх конспецифічними.

## Підвиди
Виділяють одинадцять підвидів:
- C. b. brevicaudata (Cretzschmar, 1830) — від Сенегалу до південного Судану і північно-західної Ефіопії;
- C. b. tincta (Cassin, 1855) — від Ліберії до західної Кенії, західної Танзанії, південної і північно-західної Анголи, північно-західної Замбії;
- C. b. abessinica Zedlitz, 1911 — від Південного Судану і північного сходу ДР Конго до північно-західного Сомалі і північної Кенії;
- C. b. insulata Desfayes, 1975 — південно-західна Ефіопія;
- C. b. aschani Granvik, 1934 — схід ДР Конго, північно-західна Уганда, західна Кенія;
- C. b. erlangeri Reichenow, 1905 — південне Сомалі, східна Кенія, північно-східна Танзанія;
- C. b. griseigula Sharpe, 1892 — південно-східна Уганда, західна Кенія, північна Танзанія;
- C. b. intercalata White, CMN, 1960 — від північної Анголи і півдня ДР Конго до західної Танзанії і північної Замбії;
- C. b. sharpei Zedlitz, 1911 — від південної Анголи і північної Намібії до Малаві, Зімбабве і північних районів ПАР;
- C. b. transitiva Clancey, 1974 — південно-східна Ботсвана, Зімбабве, північ ПАР;
- C. b. beirensis Roberts, 1932 — центральний Мозамбік, східне Зімбабве, північний схід ПАР.

## Поширення і екологія
Сіробокі цвіркачі живуть у різноманітних природних середовищах, зокрема в саванах, тропічних лісах, чагарникових заростях, водно-болотних угіддях, пустелях, парках і садах. Зустрічаються на висоті до 2200 м над рівнем моря. Живляться комахами. Гніздо робиться з листя і трави, в кладці 2 яйця.